# Steelmark

Steelmark

Steelmark è un logo utilizzato dall'American Iron and Steel Institute per indicare l'industria siderurgica. È composto da tre ipocicloidi di colore giallo, arancione e blu che rappresentano rispettivamente il carbone, il ferro e l'acciaio, affiancati dalla scritta Steel (acciaio).

Stemma dei Pittsburgh Steelers

Dal 1962 il logo è stato utilizzato come stemma dei Pittsburgh Steelers, sostituendo nel corso degli anni il testo e i colori delle forme geometriche.